# Стрефкерк
Стрефкерк (нід. Streefkerk) — місто в нідерландській провінції Південна Голландія. Входить до муніципалітету Моленланден.
До 1986 року мало статус окремого муніципалітету.

## Галерея

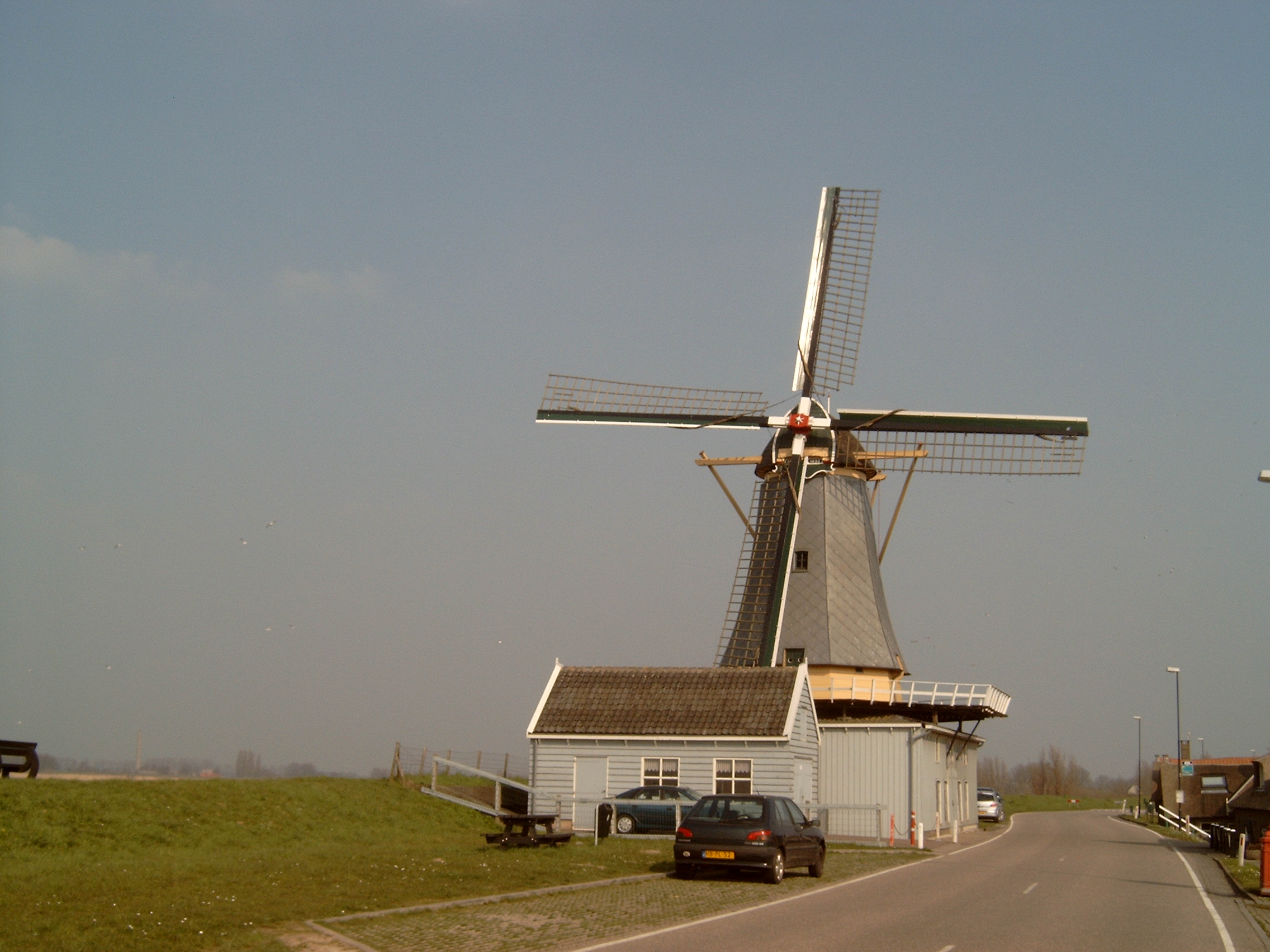
Вітряк De Liefde
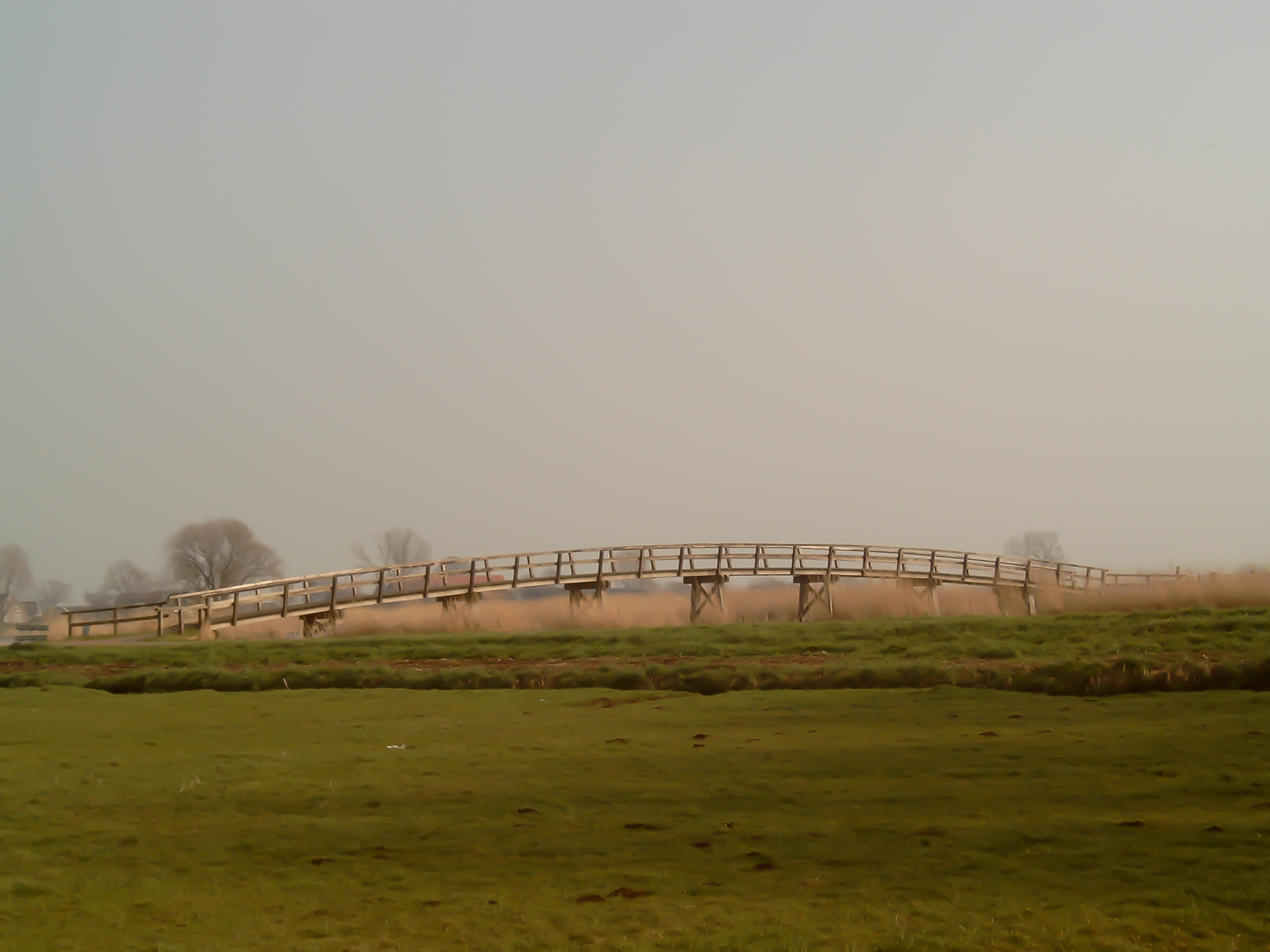
Велосипедний міст